# William Stokoe
William C. Stokoe, Jr. (New Hampshire, 21 de juliol de 1919 – Chevy Chase, Maryland, 4 d'abril de 2000) va ser un lingüista estatunidenc que va estudiar formalment la llengua de signes americana, Ameslan o ASL. Va crear el terme querologia, l'equivalent de la fonologia per a les llengües de signes.

## Biografia
El 1941 es va graduar a la Universitat Cornell, on el 1946 va guanyar el seu doctorat en literatura medieval.
El 1955 va començar la seva docència a la Universitat Gallaudet com a professor d'anglès (llengua oral) per als estudiants sords. Va quedar impressionat per la riquesa de la llengua de signes dels seus alumnes, que en aquell temps era exclosa dels instruments d'ensenyança, i va començar a desenvolupar un mètode descriptiu per a descobrir les estructures lingüístiques d'aquell codi de gestos.
El 1960 Stokoe va publicar "Sign Language Structure" ("Estructura de la llengua de signes") on va proposar que els signes poden ser analitzats com a compostos simultanis de tres elements o morfemes gestuals (que no tenen significat per ells mateixos): la configuració de la mà (queirema), el moviment de la mà (quinema) i la posició de la mà (toponema). Per tant, segons Stokoe, la llengua de signes dels seus estudiants era de fet un codi amb doble articulació, és a dir, una llengua natural.
Una llengua natural oral és un codi format per signes arbitraris, paraules, on cada signe al seu torn està format per un repertori de components més simples d'un repertori relativament limitat, fonemes.
En canvi, els signes d'una llengua de signes, com per exemple la llengua de signes catalana o LSC, estan compostos d'almenys cinc elements: la configuració de la mà, el moviment de la mà, la posició de la mà, l'orientació de la mà, i l'expressió facial o corporal.
Els treballs de Stokoe van fer canviar la percepció de la llengua de signes, que era menystinguda com una versió simplificada de la llengua oral, per passar a ser considerada una llengua de ple dret ben complexa i viva, amb la seva pròpia sintaxi i gramàtica tan funcional i potent com la de qualsevol llengua oral.
El 1965 va presentar en col·laboració amb Carl Croneberg i Dorothy Casterline "A Dictionary of American Sign Language on Linguistic Principles", un diccionari de l'ASL.
En una altra obra seva, "Language in Hand" ("El Lenguaje en las manos"), Stokoe argumenta que en l'evolució de l'espècie humana la llengua de signes ha d'haver precedit la llengua oral, ja que les capacitats cognitives que van fer possible el llenguatge havien de ser per força anteriors a les capacitats fisiològiques necessàries per a la parla.
El 1988 Stokoe va rebre el doctorat honoris causa per la Universitat Gallaudet.

## Obres publicades
- "Language in Hand" ISBN 1-56368-103-X—publicat en castellà "El Lenguaje en las manos" ISBN 8437505879
- Sign Language Structure el 1960
- A Dictionary of American Sign Language on Linguistic Principles el 1965 amb Carl Cronenberg i Dorothy Casterline